# Marcel Journet (acteur)
Pour les articles homonymes, voir Journet (homonymie).
Cet article concerne l'acteur. Pour le chanteur d'opéra (1868-1933), voir Marcel Journet.
Marcel Charles Brunet, né le 8 août 1895 à Lyon 2e (Rhône), mort le 5 février 1973 à Saint-Gérand-le-Puy (Allier), est un acteur français, connu sous le nom de scène de Marcel Journet.

## Biographie
D'abord acteur de théâtre, Marcel Journet mène une partie de sa carrière aux États-Unis et joue à Broadway (New York) dans quatre pièces de théâtre au cours des années 1930, puis dans une comédie musicale en 1942.
Au cinéma, il débute dans La Fière Créole (The Foxes of Harrow) de John M. Stahl, dans un petit rôle non crédité, avec Maureen O'Hara et Rex Harrison, sorti en 1947. Puis il apparaît dans dix autres films américains, son plus connu étant sans doute Lettre d'une inconnue de Max Ophüls (1948, avec Joan Fontaine et Louis Jourdan). Le dernier film de sa période américaine est La Taverne de la Nouvelle-Orléans (coproduit par la France) de William Marshall, avec Errol Flynn et Micheline Presle, sorti en 1951.
En France, Marcel Journet contribue notamment aux créations de l'opérette Pacifico, sur une musique de Jo Moutet (1958, avec Bourvil et Georges Guétary) et de la pièce Le Cheval évanoui de Françoise Sagan (1966, avec Nicole Courcel et Jacques François).
Il se produit également dans dix films français (ou coproductions), dont La Putain respectueuse de Charles Brabant et Marcello Pagliero (1952, avec Louis de Funès et Barbara Laage), Napoléon de Sacha Guitry (coproduction franco-italienne, 1955, avec Daniel Gélin puis Raymond Pellegrin dans le rôle-titre) et Ascenseur pour l'échafaud de Louis Malle (1958, avec Jeanne Moreau et Maurice Ronet). Son ultime film est la coproduction franco-britannique La Fantastique Histoire vraie d'Eddie Chapman de Terence Young, avec Christopher Plummer et Romy Schneider, sorti en 1966.
Enfin, pour la télévision, il collabore à deux séries américaines dans les années 1950.

## Théâtre
(pièces, sauf mention contraire)

### À Broadway (intégrale)
- 1931-1932 : The Social Register de (et mise en scène par) Anita Loos et John Emerson, avec Sidney Blackmer, Lenore Ulric
- 1932 : The Mad Hopes de Romney Brent, avec Violet Kemble-Cooper, Jane Wyatt
- 1935 : If this be Treason de John Haymes Holmes et Reginald Lawrence, avec Thomas Chalmers, Tom Powers
- 1938 : Good Hunting de Nathanael West et Joseph Schrank, avec George Tobias
- 1942 : The New Moon, comédie musicale, musique de Sigmund Romberg, lyrics et livret d'Oscar Hammerstein II, Frank Mandel et Laurence Schwab, avec Gene Barry, Hope Emerson

### En France (sélection)
(à Paris, sauf mention contraire)
- 1951 : Mort d'un rat[2] (De Dood van een Rat), adaptation (et mise en scène) par Jean Mercure du roman éponyme de Jan de Hartog, robes de Pierre Balmain, avec Jean d'Yd, Jandeline, Jean Lanier, Mary Marquet, Jean Mercure, Germaine Michel (Théâtre Gramont)
- 1954-1955 : Les Cyclones de Jules Roy, mise en scène de Pierre Fresnay, avec François Chaumette, François Darbon, Pierre Fresnay, Pierre Tabard (Théâtre de la Michodière)
- 1955 : La Dame aux camélias[3] d'Alexandre Dumas fils, avec Madeleine Clervanne, Edwige Feuillère, Jacqueline Marbaux, Charlotte Clasis, Jacques Dacqmine (Théâtre des Célestins à Lyon)
- 1958 : Pacifico, opérette, musique de Jo Moutet, livret de Paul Nivoix et Camille François, mise en scène de Max Révol, avec Bourvil, Georges Guétary, Pierrette Bruno, Corinne Marchand (Théâtre de la Porte-Saint-Martin)
- 1958 : Bernadette devant Marie[3] d'Henri Ghéon, mise en scène de Charles Gantillon (Théâtre des Célestins à Lyon)
- 1960-1961 : Noix de coco de Marcel Achard, mise en scène de Jean Meyer, décors de Suzanne Lalique, avec Jean Richard, Madeleine Robinson, Jacques-Henri Duval, Françoise Dorléac, François Nocher, Christian Bertola (Théâtre du Palais-Royal)
- 1966 : La Fin du monde de Sacha Guitry, mise en scène de Jean-Pierre Delage, décors de Jean Bertin, avec Fernand Gravey, Denise Grey, Jean-Pierre Andréani, Jean-Henri Chambois, René Clermont, Maurice Nasil, Jean-Pierre Castaldi (Théâtre de la Madeleine)
- 1966 : Le Cheval évanoui de Françoise Sagan, mise en scène de Jacques Charon, costumes de Christian Dior, avec Nicole Courcel, Jacques François, Victor Lanoux, Hélène Duc, Corinne Lahaye, Claude Brécourt (Théâtre du Gymnase ; production reprise à Lyon, au Théâtre des Célestins, en 1968)

## Filmographie complète

### Cinéma

#### Période américaine (1947-1951)
(films américains, sauf mention complémentaire)
- 1947 : La Fière Créole (The Foxes of Harrow) de John M. Stahl
- 1947 : Crime Doctor's Gamble de William Castle
- 1948 : Opium (To the Ends of the Earth) de Robert Stevenson
- 1948 : Lettre d'une inconnue (Letter from an Unknown Woman) de Max Ophüls
- 1948 : Verdict secret (Sealed Verdict) de Lewis Allen
- 1949 : Joe Palooka in the Counterpunch de Reginald Le Borg
- 1949 : Don Juan de l'Atlantique (The Great Lover) d'Alexander Hall
- 1949 : Post Office Investigator (en) de George Blair
- 1950 :  The Great Plane Robbery (en)  d'Edward L. Cahn
- 1950 : The Du Pont Story de Wilhelm Thiele
- 1951 : La Taverne de la Nouvelle-Orléans (Adventures of Captain Fabian) de William Marshall (film franco-américain)

#### Période européenne (1952-1966)
(films français, sauf mention complémentaire)
- 1952 : La Jeune Folle d'Yves Allégret
- 1952 : La Putain respectueuse de Charles Brabant et Marcello Pagliero
- 1954 : Si Versailles m'était conté... de Sacha Guitry (film franco-italien)
- 1954 : Le Comte de Monte-Cristo de Robert Vernay, 2e époque La Vengeance (film franco-italien)
- 1955 : Napoléon de Sacha Guitry (film franco-italien)
- 1956 : L'Homme aux clés d'or de Léo Joannon
- 1958 : Ascenseur pour l'échafaud de Louis Malle
- 1959 : Archimède le clochard de Gilles Grangier
- 1960 : Candide ou l'Optimisme au XXe siècle de Norbert Carbonnaux
- 1966 : La Fantastique Histoire vraie d'Eddie Chapman (Triple Cross) de Terence Young (film franco-britannique) : général von Runstedt

### Télévision
(séries américaines)
- 1953-1954 : Foreign Intrigue
  - Saison 3, épisode 9 Blackmail (1953)
  - Hall of Justice (saison et épisode indéterminés, 1954) de Marcel Cravenne
- 1956 : Four Star Playhouse
  - Saison 4, épisode 13 Magic Night